# Erbschaftsteuer in Polen
In Polen wird bei einem Erwerb von Todes wegen eine Erbschaftsteuer und bei einer unentgeltlichen Zuwendung unter Lebenden eine Schenkungsteuer erhoben. Seit dem 1. Januar 2007 wurden Übergänge innerhalb der engeren Familie unter der Voraussetzung der Anmeldung des Übergangs bei der Steuerverwaltung von der Steuer befreit. Rechtsgrundlage ist das Erbschaft- und Schenkungsteuergesetz vom 28. Juli 1983. Besteuert werden nur Erwerbe durch natürliche Personen, Erwerbe durch juristische Personen unterliegen der Körperschaftsteuer.

## Steuergrundlagen
Die Steuer ist eine Erbanfallsteuer, die mit der Annahme der Erbschaft durch den Erben entsteht. Die Erklärung, eine Erbschaft anzunehmen, wird dem Nachlassgericht gegenüber abgegeben. Dieses unterrichtet ungeachtet der bestehenden eigenen Anzeigepflicht des Erben hiervon das zuständige Finanzamt.

## Umfang der Steuerpflicht
Der Steuerpflicht unterliegen die Erwerbe durch polnische Staatsangehörige und Personen, die in Polen ihren ständigen Wohnsitz haben, was bei einem Aufenthalt von mehr als 183 Tagen im Jahr angenommen wird.  Sie bezieht sich auf alle in Polen und im Ausland befindlichen Vermögensgegenstände. Soweit sowohl als Erblasser (Schenker) als auch als Erbe (Zuwendungsempfänger) nur ausländische Staatsangehörige, die nicht in Polen wohnen, beteiligt sind, sind nur in Polen gelegene Grundstücke steuerpflichtig, nicht jedoch dort befindliches bewegliches Vermögen, auch nicht in Polen gelegenes Betriebsvermögen. Steuerpflichtig ist der Erwerber, wobei bei Schenkungen der Schenker mithaftet.
Die erworbenen Gegenstände, auch Grundstücke, werden grundsätzlich mit ihrem Markt- beziehungsweise Verkehrswert angesetzt. Schulden und Erbfallkosten werden abgezogen.

## Steuerklassen und Freibeträge
Die Erwerber werden in drei Steuerklassen unterteilt:
- Steuerklasse I: Ehegatte, Verwandte absteigender Linie (Kinder, Kindeskinder) und aufsteigender Linie (Eltern und Voreltern), Stiefkinder, Schwiegerkinder, Geschwister, Stiefvater oder Stiefmutter, Schwiegereltern
- Steuerklasse II: Abkömmlinge der Geschwister, Geschwister der Eltern, Geschwister und deren Ehegatten, Geschwister der Ehegatten, Ehegatten der Geschwister von Ehegatten, Ehegatten und sonstige Verwandte in absteigender Linie
- Steuerklasse III: sonstige Erwerber

Seit dem 1. Januar 2007 sind aus der Steuerklasse I alle dort Genannten bis auf die Schwiegerkinder und Schwiegereltern von der Erbschaft- und Schenkungsteuer befreit.  Voraussetzung für diese Steuerbefreiung ist, dass der Erwerb binnen Monatsfrist nach Erteilung des Erbscheins beim zuständigen Finanzamt gemeldet wird.
In den Steuerklassen werden folgende Freibeträge gewährt:
- Steuerklasse I: 9638 PLN (2210 Euro)
- Steuerklasse II: 7276 PLN (1670 Euro)
- Steuerklasse III: 4902 PLN (1125 Euro)

## Steuersätze
Für die Steuerklassen gelten unterschiedliche Steuersätze, die sich innerhalb der Klassen nach Wertgruppen unterscheiden. Dabei wird für jede der jeweils gebildeten drei Wertgruppen anhand des hierfür geltenden Steuersatzes die Steuer berechnet und addiert. Die Sätze sind der nachfolgenden Tabelle zu entnehmen.
| Wertgruppe          | Steuerklasse I | Steuerklasse II | Steuerklasse III |
| ------------------- | -------------- | --------------- | ---------------- |
| bis 10.278 PLN      | 3 %            | 7 %             | 12 %             |
| 10.279 – 20.556 PLN | 5 %            | 9 %             | 16 %             |
| über 20.556 PLN     | 7 %            | 12 %            | 20 %             |

## Sondervergünstigungen und Steuerreform
Bis zur Aufhebung der Steuerpflicht für die meisten Verwandten der Steuerklasse I gab es für diese Gruppe eine Vielzahl von weiteren Vergünstigungen bis hin zur vollständigen Befreiung wie bei dem Erwerb von land- und forstwirtschaftlichem oder anderem Betriebsvermögen. Für den Gesetzgeber waren gerade Probleme bei der Anwendung dieser Vergünstigungen Anlass, die Befreiung von der Erbschaftsteuer für die Hauptgruppe der von diesen Vergünstigungen betroffenen Personen vorzunehmen. Anlass für die Befreiung waren auch Schwierigkeiten bei der Erfassung von Grundvermögen, woraus sich die strengen Meldepflichten, von deren Erfüllung der Wegfall der Steuer abhängt, erklären. Die durch die Änderungen erfolgten steuerlichen Mindereinnahmen waren jedoch so unerwartet hoch, dass eine Rücknahme der Erleichterungen nicht für ausgeschlossen angesehen wird.

## Vermeidung der Doppelbesteuerung
Polen hat Abkommen zur Vermeidung der Doppelbesteuerung auf dem Gebiet der Erbschaftsteuer nur mit Österreich und Ungarn abgeschlossen. Aus der früheren Zeit gilt noch eine Vereinbarung der RGW-Staaten im Verhältnis zur Mongolei und der Slowakei. Ansonsten stellt Polen bei einer Doppelbesteuerung das im Ausland befindliche Vermögen unter der Voraussetzung der Gegenseitigkeit von der Besteuerung frei, wobei jedoch ein Progressionsvorbehalt gemacht wird. Mangels Gegenseitigkeit wird die ausländische Steuer auf die inländische Steuer angerechnet.